# مونتيس كلاروس
مونتيس كلاروس هي بلدية في البرازيل، تتبع ميناس جرايس، بلغ عدد سكانها 361٬915  نسمة، في 2010، تبلغ مساحتها 3٬582٫034 كيلومتر مربع.

## الموقع
تشترك في الحدود مع:
- Glaucilândia [الإنجليزية]‏
- Mirabela [الإنجليزية]‏
- Claro dos Poções [الإنجليزية]‏.

## أعلام
- دارسي ريبيرو
- باربرا فيالو
- آن شيبويا
- لوكاس مارتينز
- أنتونيو بينتو دوس سانتوس